# Biathlon na Zimowych Igrzyskach Azjatyckich 2017
Biathlon na Zimowych Igrzyskach Azjatyckich 2017 odbywał się w Nishioka Biathlon Stadium w Sapporo w dniach 24–26 lutego 2017 roku. Pięćdziesięciu siedmiu zawodników obojga płci rywalizowało w siedmiu konkurencjach.

## Podsumowanie

### Klasyfikacja medalowa
| Klasyfikacja medalowa | Klasyfikacja medalowa | Klasyfikacja medalowa | Klasyfikacja medalowa | Klasyfikacja medalowa | Klasyfikacja medalowa |
| Miejsce               | państwo               | Złoto                 | Srebro                | Brąz                  | Razem                 |
| --------------------- | --------------------- | --------------------- | --------------------- | --------------------- | --------------------- |
| 1                     | Kazachstan            | 6                     | 4                     | 2                     | 12                    |
| 2                     | Japonia               | 1                     | 0                     | 4                     | 5                     |
| 3                     | Chiny                 | 0                     | 3                     | 0                     | 3                     |
| 4                     | Korea Południowa      | 0                     | 0                     | 1                     | 1                     |
| Razem                 | Razem                 | 7                     | 7                     | 7                     | 21                    |

### Medaliści
| Konkurencja              | 1. miejsce                                                                | 2. miejsce                                                                   | 3. miejsce                                                                   |
| ------------------------ | ------------------------------------------------------------------------- | ---------------------------------------------------------------------------- | ---------------------------------------------------------------------------- |
| Sztafeta mieszana        | KazachstanGalina Wiszniewska · Darja Usanowa · Maksim Braun · Jan Sawicki | KazachstanAlina Rajkowa · Anna Kistanowa · Wasilij Podkorytow · Anton Pantow | JaponiaFuyuko Tachizaki · Yurie Tanaka · Mikito Tachizaki · Tsukasa Kobonoki |
| Mężczyźni                |                                                                           |                                                                              |                                                                              |
| Sprint (10 km)           | Jan Sawicki                                                               | Wasilij Podkorytow                                                           | Mikito Tachizaki                                                             |
| Bieg pościgowy (12,5 km) | Mikito Tachizaki                                                          | Jan Sawicki                                                                  | Kim Yong-gyu                                                                 |
| Bieg masowy (15 km)      | Jan Sawicki                                                               | Wang Wenqiang                                                                | Kosuke Ozaki                                                                 |
| Kobiety                  |                                                                           |                                                                              |                                                                              |
| Sprint (7,5 km)          | Galina Wiszniewska                                                        | Zhang Yan                                                                    | Alina Rajkowa                                                                |
| Bieg pościgowy (10 km)   | Galina Wiszniewska                                                        | Zhang Yan                                                                    | Darja Usanowa                                                                |
| Bieg masowy (12,5 km)    | Galina Wiszniewska                                                        | Alina Rajkowa                                                                | Fuyuko Tachizaki                                                             |